# Apollodorus (cratère)
Apollodorus est un cratère d'impact sur Mercure. Son apparence inhabituelle, avec des auges sombres rayonnantes, a conduit au surnom de "l'araignée" par les scientifiques avant que son nom officiel ne soit décidé. Apollodorus est situé près du centre de Pantheon Fossae, qui est un système de grabens radiaux situé dans la partie intérieure du bassin de Caloris. Le sol, le pourtour et les murs d'Apollodorus exposent un matériau à faible réflectance (LRM) excavé lors de l'impact sous les plaines volcaniques légères, qui couvrent la partie centrale du Caloris. 
On ne sait pas actuellement si elle a joué un rôle dans la formation des fosses ou si son emplacement n'est qu'une coïncidence, bien qu'aucun graben ne semble couper le bord du cratère, et l'éjecta d'impact sombre couvre partiellement les grabens, ce qui suggère qu'Apollodorus postdate Pantheon Fossae. De plus, le cratère est légèrement (d'environ 40 km) décalé du centre exact de Pantheon Fossae. 
Apollodore de Damas est crédité comme l'architecte du Panthéon de Rome.

## Vues

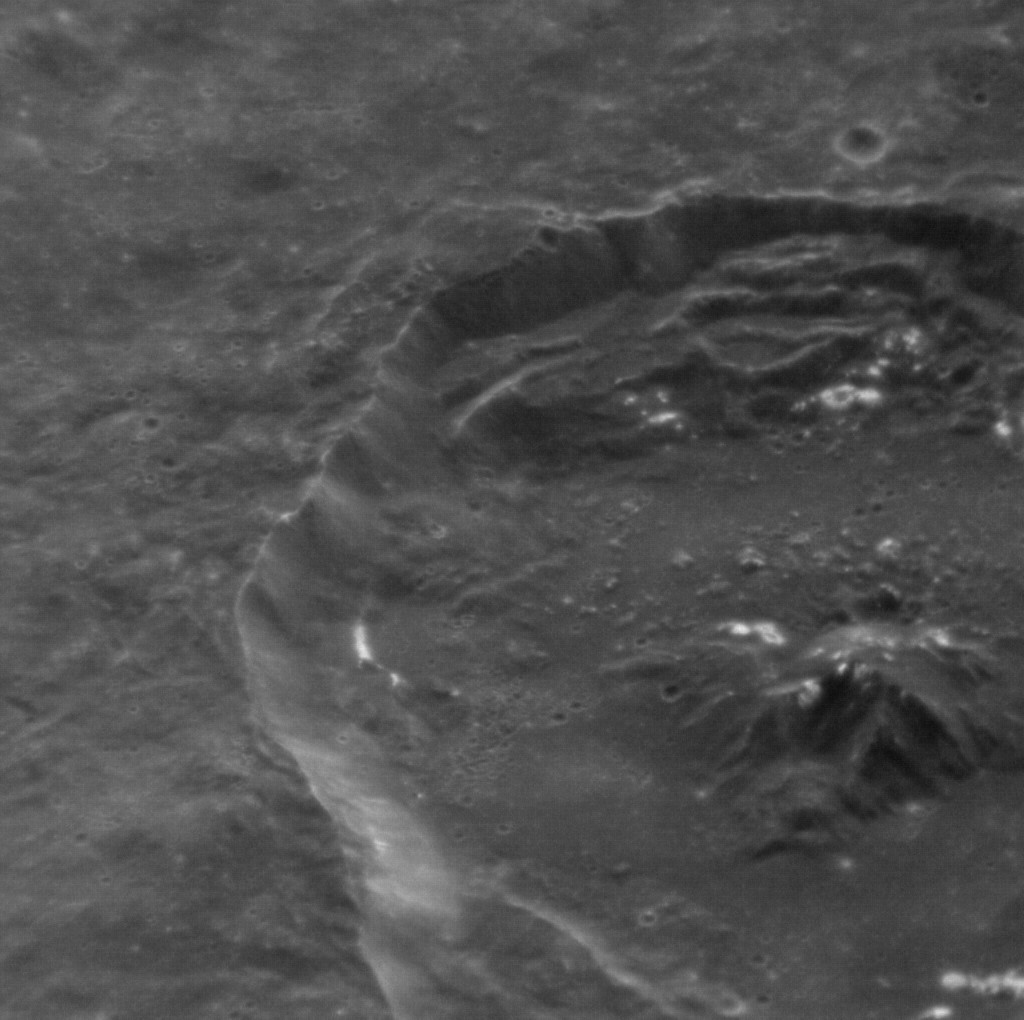
Image MESSENGER à angle de soleil élevé, montrant le cratère nord et les creux possibles
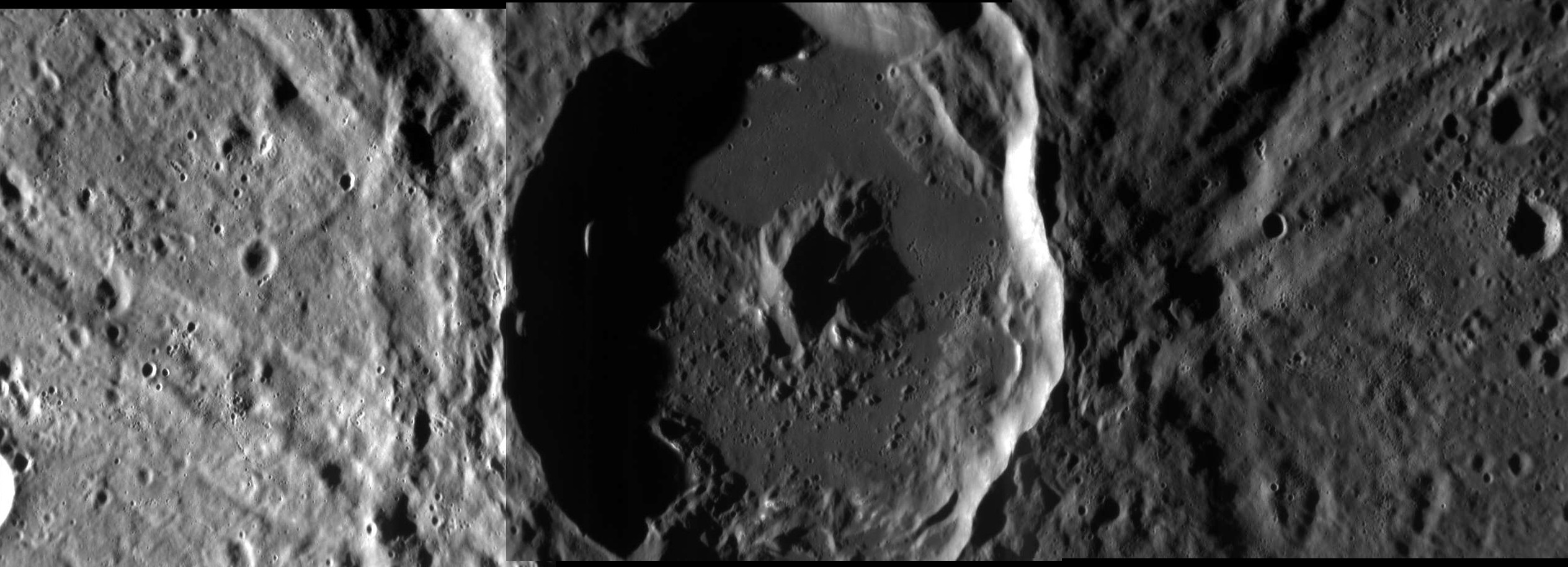
Mosaïque d'images MESSENGER

## Compléments